# Savoy (zespół muzyczny)
Savoy – norwesko-amerykańskie trio. Grupa powstała w 1994 i od tej pory wydała 6 płyt.
Najbardziej znane piosenki Savoy to: "Velvet" (później śpiewane również przez a-ha), "Rain", "Star", "Grind You Down", "If You Won't Come to the Party" oraz "Whalebone". 

## Skład zespołu
- Paul Waaktaar-Savoy (gitarzysta norweskiej grupy a-ha) – wokal, gitara, bas, klawisze
- Lauren Savoy (żona Paula) – wokal, gitara
- Frode Unneland – perkusja

## Dyskografia
- Mary Is Coming (1996)
- Lackluster Me (1997)
- Mountains Of Time (1999)
- Reasons To Stay Indoors (2001)
- Savoy (2004)
- Savoy Songbook Vol. 1 (2 CD) (2007)